# Muraena clepsydra
Muraena clepsydra är en fiskart som beskrevs av Gilbert, 1898. Muraena clepsydra ingår i släktet Muraena och familjen Muraenidae. IUCN kategoriserar arten globalt som livskraftig. Inga underarter finns listade i Catalogue of Life.